# Spirorbis voigti
Spirorbis voigti är en ringmaskart som beskrevs av Lommerzheim 1979. Spirorbis voigti ingår i släktet Spirorbis och familjen Serpulidae. Inga underarter finns listade i Catalogue of Life.